# Kościół św. Krzyża w Międzyborzu
Kościół świętego Krzyża – kościół filialny należący do Parafii Ewangelicko-Augsburskiej w Sycowie i Międzyborzu.
Świątynia została wybudowana w 1839 roku w stylu neoklasycystycznym na planie krzyża greckiego na miejscu poprzedniej spalonej w 1836 roku. Kościół posiada wieżę zwieńczoną galeryjką z hełmem iglicowym. Pierwotnie we wnętrzu znajdowały się organy, ołtarz i ambona oraz dzwony. Obecnie w świątyni znajdują się: ołtarz ambonowy mieszczący obraz przedstawiający modlitwę Chrystusa na Górze Oliwnej, drewniana chrzcielnica ze sceną chrztu Chrystusa na pokrywie oraz prospekt organowy w stylu neoklasycystycznym.